# 陛下の仰せのままに
陛下の仰せのままに（へいかのおおせのままに）は、国王から生じる政府の全ての合法的な権力に由来する法律用語である。男王の場合は、国王陛下の仰せのままに（英: at His Majesty's pleasure、英: King's Pleasure）、女王の場合は、女王陛下の仰せのままに（英: at Her Majesty's pleasure、英: Queen's Pleasure）となる。
イギリスを発祥とし、現在は英連邦王国全体で使用されている。イギリスの君主が総督によって代理されている王国（レルム）では、この言い回しは at the Governor's pleasure（総督の仰せのままに）と修正される。これは、総督 (governor-general, governor) あるいは副総督 (lieutenant governor) が、その国、州 (state, province) における国王の人格代理であるからである。大統領制（非君主制、共和制）の政府を維持する国家では、この言い回しは最高行政官の称号に合わせて適合される。
文脈に応じて、「国王（女王）陛下より沙汰あるまで（こくおう（じょおう）へいかよりさたあるまで）」、「国王（女王）陛下のお許しがあるまで（こくおう（じょおう）へいかのおゆるしがあるまで）」、「国王（女王）陛下の意向に基づいて（こくおう（じょおう）へいかのいこうにもとづいて）」などとも和訳されている。

## 国王への奉仕
主権者によって国王に仕えるよう任命されその在任期間に制限が定められていない者—例えば、総督、大臣 (Minister of the Crown) 、裁判官—は、「陛下の仰せのままに仕える」と言われる。カナダでは、州副総督は、カナダ国王の連邦レベルでの代理人である総督によって任命され、ゆえに1867年憲法法 (Constitution Act, 1867) に記述されているように「総督の意向に基づいて (during the pleasure of the Governor General)」役職につく。同様に、オーストラリアの内閣は、オーストラリア連邦憲法によって「総督の意向に基づいて」職務につくよう任命される。

## 投獄
この用語は、監獄あるいは精神病院での期間が定められていない拘禁を説明するのに用いられる。裁判官は個人を重罪あるいは心神喪失に基づき「国王/女王陛下のお許しがあるまで」留置することを裁定する。これは再犯の大きな危険がある場合に用いられることがある。しかしながら、大抵終身刑の代替として少年犯罪者に対して最もよく用いられる（終身刑は少年犯罪者に対しては当然ずいぶん長い）。例えば、イギリスの2000年刑事裁判所権限 (宣告手続) 法では、「法律によって量刑が終身刑と決められた殺人あるいはいかなるその他の犯罪で有罪宣告を受けた者が、犯罪を犯した時点で18歳未満である場合、裁判所は（本法律あるいはその他のいかなる法律にもかかわらず）女王陛下のお許しがあるまでその者を拘禁することを宣告する。」とされている。
陛下のお許しがあるまで拘禁された囚人は、この宣告が完了したと見なされるかどうかについてたびたび審査される。この権限は伝統的に国王にあるが、このような審査は現在その他の者 — 例えばイギリスでは内務大臣 — によって行われていた。最低刑期もまた定められ、その前には囚人は放免されない。イギリスでは、元々内務大臣によって定められていたが、2000年11月30日からは予審判事によって定められている。囚人の刑罰は、審査機関が「犯罪者の態度および振る舞いに顕著な変化が見られたと納得した」時に通常完了する。

## 派生物
アメリカ合衆国では、公務員は「大統領の意向により (at the pleasure of the president)」仕えると言われた時、これはその人物が大統領によって免職されるまで仕えることを意味する。1997年6月までイギリスの統治下にあった香港では中国への返還後、「長官裁量によって (at executive discretion)」という表現に変わった。ボツワナでは「大統領の仰せのままに (during the President's pleasure)」となる。